# Asasp-Arros
Asasp-Arros é uma comuna francesa na região administrativa da Nova Aquitânia, no departamento dos Pirenéus Atlânticos. Estende-se por uma área de 24,04 km². Em 2010 a comuna tinha 464 habitantes (densidade: 19,3 hab./km²).